# Oximetolona
A oximetolona (Anadrol ou Hemogenin), é um esteroide anabolizante sintético desenvolvido pela Syntex em 1960. No Brasil, é encontrado na forma de comprimidos 'Hemogenin'. É metabolizado pelo fígado e, dentre os esteróides anabolizantes sintéticos, é um dos mais, ou o mais hepatotóxico que existe. Existem severas restrições em sua bula e o médico deve avaliar cautelosamente o paciente antes de decidir pelo tratamento. Nunca deve ser usado para estimular o aumento de massa muscular devido aos riscos associados.
Terapeuticamente, sua função é a de aumentar a produção de células vermelhas no sangue (eritropoiese), sendo utilizado em alguns tipos e casos severos de anemia e em alguns estágios em pacientes soropositivos, como em alguns estágios de SIDA/AIDS, reduzindo drasticamente a perda de massa muscular decorrente da doença.
São raros os relatos de danos ao organismo com o uso moderado da droga, que não deve ultrapassar 6 semanas, e com um intervalo de 8 semanas até a readministração da droga. Superdosagem causa lesões ao fígado, devido a sua alta hepatoxicidade (é um 17 alfa-alquelado), além de outros efeitos colaterais indesejados, variando de indivíduo para indivíduo.
Este fármaco é conhecido como o esteroide oral mais poderoso que um atleta ou fisiculturista pode administrar. No uso como anabolizante, recentemente outra droga não esteroidal (EPO) vem substituindo a oximetolona.
O medicamento originalmente produzido pela Syntex foi retirado das prateleiras no Brasil e passou a ser produzido por outro laboratório com o mesmo nome, Hemogenin. É encontrado em outros países com o nome de Anadrol ou Anapolon. Ele pode ocasionar um rápido ganho de força e volume muscular; mas, devido à sua alta toxidade ao fígado - é um 17-alfa-alquelado - a dose e o ciclo de utilização devem ser limitados. Sua utilização em dose muito elevada pode salientar os efeitos colaterais. Um único comprimido vem com a dosagem de 50 mg, mas a oximetolona não é efetiva apenas por sua concentração, como pensam alguns. Paradoxalmente, em dosagem inferior a droga não funciona bem, pois não se liga eficientemente aos receptores celulares. Portanto, a prática de dividir o comprimido em dois não é adequada. O mesmo não acontece com a oxandrolona, que vem em doses de apenas 2 mg e o stanozolol em 5 mg.
Mesmo em dosagem menor, para limitar alguns efeitos colaterais, é comum o acompanhamento com o citrato de tamoxifeno ou anastrozol. Mulheres não utilizam a oximetolona.
Existem várias narrativas de abuso dessa poderosa droga, com narrações da administração bizarra de até dez comprimidos por dia, talvez por parte de indivíduos extremamente mal informados e/ou que desejam resultados diretamente proporcionais às dosagens. Também devemos levar em conta que drogas orais são bem atrativas para quem teme injeções intramusculares.
Contrariando a crença de que a maioria só utiliza a oximetolona em fase fora de temporada, essa droga também vem sendo usada, por alguns atletas na Europa, em fase pré-competição. Eles acreditam que o medicamento aumentará o volume sanguíneo, sendo utilizado em associação com o anastrozol, ao invés do tamoxifeno, como inibidor de aromatase para a droga.